# Grégoire de Saint-Vincent
Grégoire de Saint-Vincent (n. 22 martie 1584 la Bruges - d. 5 iunie 1667 la Gent) a fost un călugăr iezuit flamand, cunoscut pentru contribuțiile sale în domeniul matematicii.

## Biografie
Deși a dus o viață retrasă, a realizat descoperiri interesante în domeniul geometriei.
Prin studiul problemelor din acest domeniu și din mecanică, a devenit unul din inițiatorii calculului diferențial și integral.
A efectuat cuadratura spiralei lui Arhimede și a demonstrat că această curbă poate fi redusă la rectificarea parabolei.
O deosebită valoare o deține teorema pe care a stabilit-o referitor la egalitatea ariilor a două bande de hiperbolă și care a condus ulterior la descoperirea proporționalității acestor arii cu logaritmul raportului dintre anumite distanțe corespunzătoare dreptelor care delimitează aceste bande.
În 1647 a stabilit legătura dintre teoria logaritmilor și cuadratura hiperbolei, observând că logaritmii lui Neper au ca imagine geometrică ariile segmentelor de hiperbolă echilateră cuprinse între o asimptotă și două paralele la cealaltă asimptotă.
A introdus metoda exhaustivă.
Lucrarea sa cu privire la cuadratura cercului a fost criticată de mai mulți matematicieni, între care și Andrea Taqust, în schimb Newton și Leibniz au manifestat admirație pentru lucrările lui Gregorius, considerându-l ca pe unul care a pus bazele geometriei moderne.
În 1647 a studiat fasciculele armonice.
Un alt obiect important de studiu l-au constituit conicele.
Cea mai importantă scriere a sa este Opus geometricum, cuadratura circuli et sectionum coni, apărută la Anvers în 1647.